# Pukehåls naturreservat
Pukehåls naturreservat är ett naturreservat i Boxholms kommun i Östergötlands län.
Området är naturskyddat sedan 2019 och är 69 hektar stort. Reservatet ligger nordost om sjön Malgen. Reservatet består av gammal barrskog med ett stort inslag av lövträd samt berg och branter och ett antal mindre sumpskogar 